# Kermes-Schildlaus
Die Kermes-Schildlaus (Kermes vermilio, Synonym: Chermes vermilio) ist eine Art der zu den Schildläusen gehörenden Eichennapfläusen und im Mittelmeerraum beheimatet. Aus ihr wurde früher der Farbstoff Kermes gewonnen, der zum Färben von Textilien verwendet wurde. Eine ähnliche Art, die ebenfalls manchmal als Kermes-Schildlaus bezeichnet wird, ist Kermes ilicis.

## Merkmale
Weibchen sind von ovaler bis rundlicher, kugeliger Gestalt und erreichen Körpergrößen von 3–7 mm Länge, 2,7–6,6 mm Breite und 2,6–6 mm Höhe. Sie sind einfarbig zinnoberrot, dunkelrot oder braun gefärbt und erinnern an Pflanzengallen. Ihr weißer, mehliger Wachsüberzug verdeckt nicht die Grundfarbe. Die Cuticula ist stark sklerotisiert. Die geflügelten Männchen leben nur einen Tag und können aufgrund der fehlenden Mundöffnung keine Nahrung aufnehmen.
Frisch geschlüpfte Nymphen sind oval, flach und rötlich-orange gefärbt, mit gelben Beinen. Auch sie sind von einer mehlig-weißen Wachsschicht bedeckt. Von anderen Kermes-Arten lassen sie sich durch konische, dornenartige, marginale Seten unterscheiden. Nymphen im zweiten Larvenstadium messen im Schnitt nur 1 × 0,7 mm, sie sind optisch den Nymphen des ersten Larvenstadiums sehr ähnlich und nur selten zu finden, da sie auf den Wirtspflanzen nur sehr kurz präsent sind. Männchen des zweiten Larvenstadiums sind elliptischer geformt als die Weibchen und etwas länger. Weibliche Nymphen des dritten Stadiums sind oval, rot bis braun gefärbt und ebenfalls von Wachs bedeckt. Sie messen im Schnitt 1,8 × 1,6 mm.

## Verbreitung und Lebensraum
Die Art ist im Mittelmeerraum verbreitet, Verbreitungsschwerpunkt ist dabei der westliche Mittelmeerraum. In Nordafrika werden Algerien und Marokko besiedelt, in Südwest- bis Südeuropa Portugal, Spanien, Frankreich und Italien mitsamt den Inseln Korsika, Sardinien und Sizilien und im östlichen Mittelmeerraum ist sie aus der Türkei und Griechenland mitsamt der Insel Kreta bekannt. 
Ursprünglich bildete diese Art in den Eichenwäldern im Mittelmeerraum große Bestände aus. Heute trifft man sie nur noch in unzugänglichen Wäldern an. Besiedelt werden verschiedene Eichenarten, so die namensverwandte Kermeseiche (Quercus coccifera), die Steineiche (Quercus ilex), Quercus rotundifolia (Syn. Quercus ballota), die Korkeiche (Quercus suber) und weitere Arten.

## Lebensweise
Nach der Paarung saugen sich die weiblichen Schildläuse an den Blättern der Eichen fest. Ihre Eier werden durch einen Wachsüberzug sowie durch die harten Körperhüllen der nach der Eiablage absterbenden Weibchen geschützt. Wegen ihres Aussehens hielt man sie früher für Beeren. Die trächtigen Weibchen der Kermes-Schildlaus wurden lateinisch auch Grana tinctorum genannt.

## Verwendung zum Färben
Aus dem verbleibenden Chitinpanzer gestorbener weiblicher Kermes-Schildläuse lässt sich der Farbstoff Kermes gewinnen, der auch als unechtes Karmin bekannt ist.
Diese Eichennapflaus kannte man bereits in der Antike, wo man aus ihrer Schale den roten Farbstoff gewann und als „Kardinalpurpur“ verwendete. Sowohl bei den Ägyptern, als auch bei den Griechen und Römern wurde mit dem scharlachroten Farbstoff Wolle, Leder und Seide eingefärbt. Im frühen Mittelalter war Venedig das Haupthandelszentrum für Kermes. Später vermischte man den roten Farbstoff mit Essig und verwendete ihn als Heilmittel bei Wunden, Augenerkrankungen oder als Herzmittel. Ab 1530 wurde mit dem Import des mexikanischen echten Karmins, das einen deutlich höheren Farbstoffgehalt aufweist, die Verwendung von Kermes verdrängt.

## Taxonomie
In der Literatur finden sich verschiedene Synonyme der Art, beispielsweise Coccus vermilio Cockerell 1929, Kermes ballotae Signoret 1875, Kermococcus vermilio Leonardi 1918, Talla ballotae Lindinger 1933 und Talla vermilio Lindinger 1933.